# Jean Parker
Jean Parker, geboren als Luise Stephanie Zelinska (Deer Lodge, 11 augustus 1915 – Woodland Hills, 30 november 2005) was een Amerikaanse actrice.

## Levensloop en carrière
Parker maakte haar filmdebuut in 1932 in Rasputin and the Empress met Ethel Barrymore en John Barrymore. In de jaren 30 speelde ze naast grote sterren als Gary Cooper, Stan Laurel en Oliver Hardy en had ze een hoofdrol in The Ghost Goes West naast Robert Donat. In de jaren 40 speelde ze de hoofdrol in Bluebeard naast John Carradine. Ze beeïndigde haar filmcarrière in 1966.
Parker was viermaal gehuwd, waarvan zes jaar met acteur Robert Lowery. Ze overleed in 2005 op 90-jarige leeftijd. Ze ligt begraven op Forest Lawn Memorial Park (Hollywood Hills).

## Filmografie (selectie)
- Rasputin and the Empress, 1932
- Lady for a Day, 1933
- The Ghost Goes West, 1935
- The Texas Rangers, 1936
- The Flying Deuces, 1939
- Bluebeard, 1944